# Philipp Ernst Förster
Philipp Ernst Förster (* 6. März 1618 in Arnstadt; † 5. Juli 1658 in Wernigerode) war Hof- und Justizrat und Kanzleidirektor der Grafen zu Stolberg-Wernigerode.

## Leben
Philipp Ernst Förster war der Sohn des Kanzlers der Grafen von Gleichen, Johann Friedrich Förster, der zugleich Geheimer und Hofrat der Grafen von Schwarzburg war und im thüringischen Arnstadt wirkte. Seine Mutter war die Tochter des dortigen Amtsschössers Maria Magdalena Schubart. Getauft wurde er am 10. März in der Liebfrauenkirche zu Arnstadt in Anwesenheit seines Namenspatrons, des Grafen Philipp Ernst von Gleichen.
Nach dem Schulbesuch in Arnstadt ging er 1636 an die Universität Jena, wo er Philosophie und Rechtswissenschaften studierte. Seine Studien setzte er an den Universitäten Leyden, Marburg und Altdorf bei Nürnberg fort. In Altdorf  promovierte er.
1642 wurde Förster Syndikus in Frankenhausen. 1646 ernannte ihn Graf Heinrich Ernst zu Stolberg-Wernigerode zum gräflich-stolbergischen Hofrat und holte ihn nach Wernigerode. Da der Graf wenig später seinen Hofhaltungssitz nach Ilsenburg verlegte, wirkte Förster zeitweise auch in diesem Harzer Hüttenort.
Kurz vor seinem Tode wurde Förster 1658 vom Herzog Friedrich Wilhelm II. von Sachsen-Altenburg zum Regierungs- und Konsistorialrat in Coburg ernannt. Noch bevor er in diesem neuen Amt aktiv werden konnte, starb er und wurde am 9. Juli 1658 in der Sylvestrikirche in Wernigerode beigesetzt.

## Familie
Förster heiratete 1645 Martha Catharina Mattenberger, die Tochter des Ratsverwandten und Bürgers von Gotha, Wilhelm Mattenberger. Aus dieser Ehe gingen die Söhne Johann Friedrich, Heinrich Ernst und Ernst Christian sowie die Tochter Maria Elisabeth hervor.

## Werk
Philipp Ernst Förster hat maßgeblichen Anteil am Wiederaufbau der Grafschaft Wernigerode nach dem Dreißigjährigen Krieg. Durch sein engagiertes und umsichtiges Wirken war es möglich, dass sich die Grafschaft schon sehr bald von den Kriegswirren erholte. Im Landesarchiv Sachsen-Anhalt sind zahlreiche Archivalien aus seiner amtlichen Tätigkeit überliefert.
Seine Leichenpredigt wurde 1659 in Gotha veröffentlicht bei Johann Michael Schall.
| Personendaten    | Personendaten                                                             |
| ---------------- | ------------------------------------------------------------------------- |
| NAME             | Förster, Philipp Ernst                                                    |
| KURZBESCHREIBUNG | Hof- und Justizrat und Kanzleidirektor der Grafen zu Stolberg-Wernigerode |
| GEBURTSDATUM     | 6. März 1618                                                              |
| GEBURTSORT       | Arnstadt                                                                  |
| STERBEDATUM      | 5. Juli 1658                                                              |
| STERBEORT        | Wernigerode                                                               |